# Слободан Тешић
Слободан Тешић (Јагодина, 8. јун 1965) српски је позоришни, телевизијски и филмски глумац.

## Биографија
Тешић је рођен 8. јуна 1965. године у Јагодини. Глуму је дипломирао на Академији уметности Универзитета у Новом Саду у класи професора Петра Банићевића. Године 2000. постаје стални члан Југословенског драмског позоришта. Поред великих позоришних улога играо је и у споредним улогама у различитим телевизијским серијама где је остварио мале запажене улоге.

## Филмографија
| Год.       | Назив                                   | Улога                                             |
| ---------- | --------------------------------------- | ------------------------------------------------- |
| 1990.-те   |                                         |                                                   |
| 1999.      | Форма формалина                         | Отац                                              |
| 2000.-те   |                                         |                                                   |
| 2001.      | Бар—Београд вија Пекинг                 | Вучина                                            |
| 2003.      | Казнени простор (ТВ серија)             | Небојша Ратковић                                  |
| 2003.      | Илка                                    |                                                   |
| 2004.      | Скела                                   | Човек из новина                                   |
| 2004.      | Пљачка Трећег рајха                     | Фотограф                                          |
| 2005.      | У ординацији                            | Циганин                                           |
| 2006.      | Идеалне везе                            | Видоје Трбојевић                                  |
| 2006.      | Апорија                                 | Камерман                                          |
| 2007.      | Љубав, навика, паника                   | Мићин колега                                      |
| 2006−2007. | Агенција за СИС                         |                                                   |
| 2007−2008. | Љубав и мржња                           | Добривоје                                         |
| 2009.      | Друг Црни у Народноослободилачкој борби | Хитлеров секретар / Научник / Илија               |
| 2010.-те   |                                         |                                                   |
| 2010.      | Куку, Васа                              |                                                   |
| 2010.      | Тотално нови талас                      | Божа                                              |
| 2010.      | Инструктор (ТВ серија)                  | Кондуктер                                         |
| 2011.      | Здухач значи авантура                   | Божа                                              |
| 2012.      | Фолк (ТВ серија)                        | Радник код Јагњила                                |
| 2013.      | Друг Црни у НОБ-у (ТВ серија)           | Хитлеров секретар / Научник / рибар Илија / сељак |
| 2013.      | Жене са Дедиња                          | Лука                                              |
| 2015.      | Небо изнад нас                          | Стобин комшија                                    |
| 2015−2016. | Чизмаши                                 | Поднаредник Спасоје                               |
| 2016.      | Упркос снегу                            |                                                   |
| 2016.      | Главом кроз зид                         | Зубар                                             |
| 2015−2016. | Андрија и Анђелка                       | Полицајац                                         |
| 2016.      | Сумњива лица                            | Господин Милић                                    |
| 2017.      | Војна академија (ТВ серија)             | Грујин отац                                       |
| 2017.      | Пси лају, ветар носи                    | Стражар у затвору                                 |
| 2018.      | Шифра Деспот                            | Начелник пореске управе                           |
| 2018.      | Јужни ветар                             | Власник киоска                                    |
| 2018.      | Ургентни центар                         | Филип                                             |
| 2018.      | Јутро ће променити све                  | Гиле                                              |
| 2018.      | Жигосани у рекету                       | Глумац                                            |
| 2018.      | Хумор и сатира 1830-1914.               |                                                   |
| 2018.      | Погрешан човек                          | Андрија Јевтић                                    |
| 2019.      | Краљ Петар Први (ТВ серија)             | канцелар Воја Вељковић                            |
| 2018−2019. | Истине и лажи                           | Полицајац                                         |
| 2019.      | Сенке над Балканом                      | Рецепционер                                       |
| 2020.-те   |                                         |                                                   |
| 2020.      | Јужни ветар (ТВ серија)                 | Власник киоска                                    |
| 2020.      | Неки бољи људи                          | Доктор                                            |
| 2020.      | Калуп (мини-серија)                     | Колега Мире                                       |
| 2021.      | Тајне винове лозе                       | Света                                             |
| 2021.      | Камионџије д. о. о.                     | газда стоваришта                                  |
| 2021.      | Дођи јуче                               | Обрад Ондић                                       |
| 2021.      | Радио Милева                            | председник општине                                |
| 2021.      | Дрим тим (ТВ серија)                    | Вуловић                                           |
| 2021.      | Време зла (ТВ серија)                   | Петров возач                                      |